# Паровий трамвай

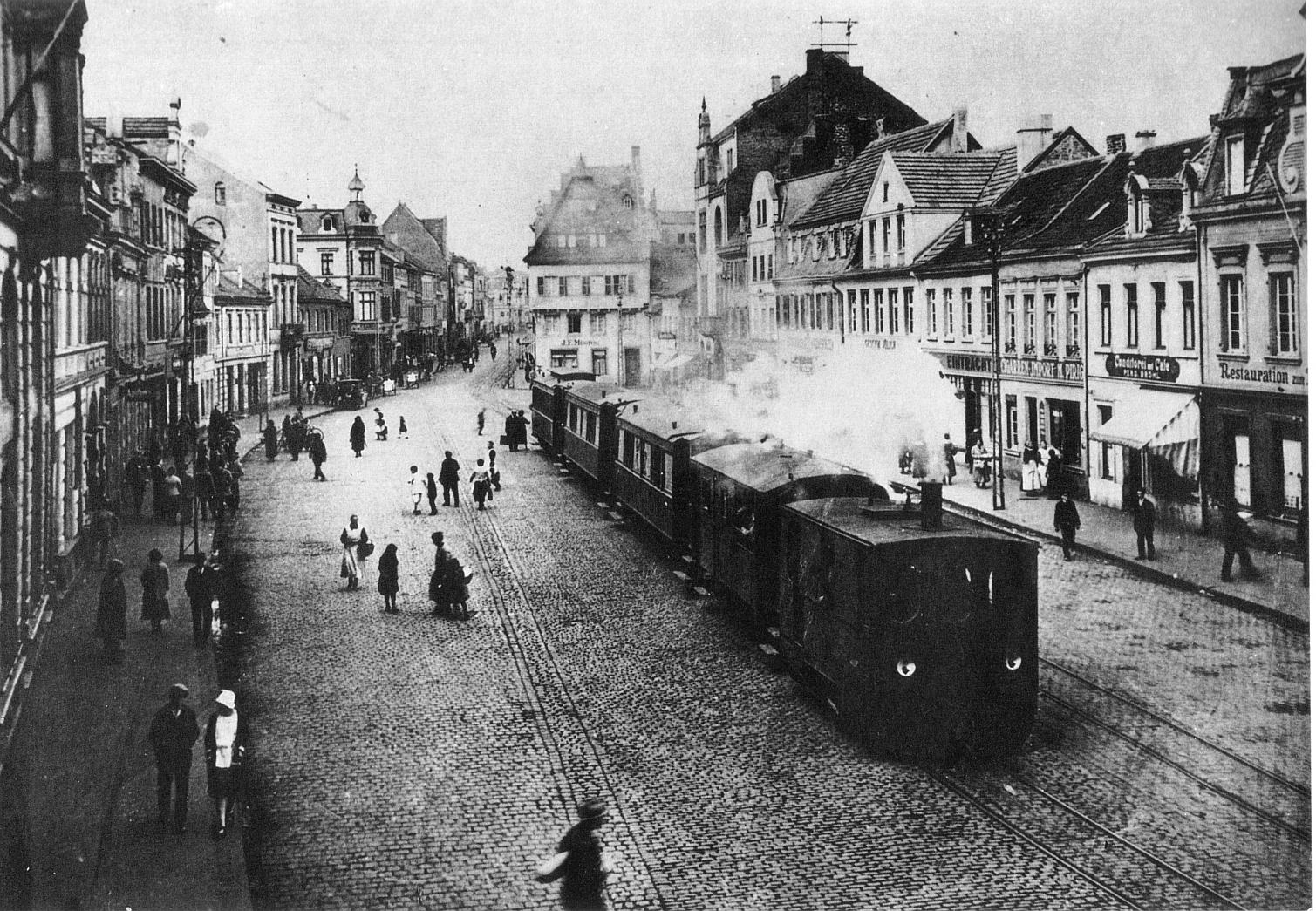
Німецький паровий трамвай Кельнського штадтбану перетинає ринкову площу міста Брюль.

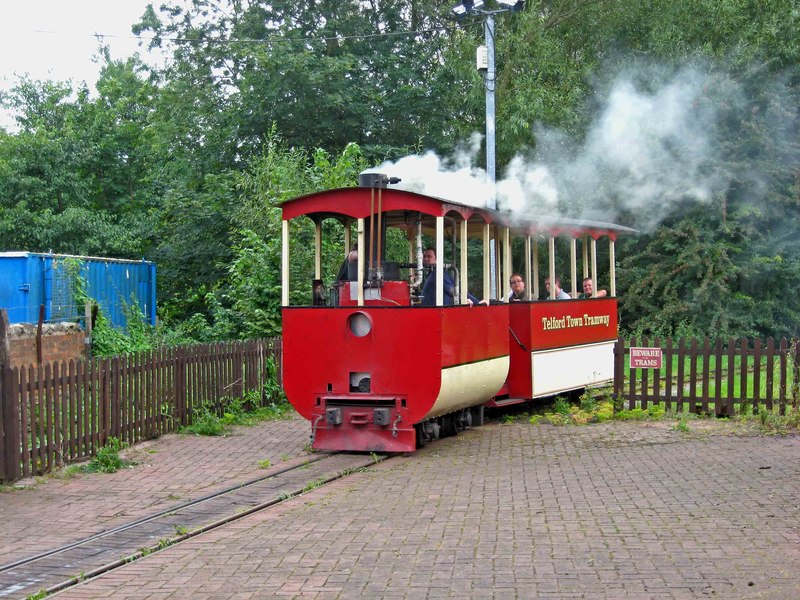

Паровий трамвай — трамвай, якому надає руху парова машина; паровий потяг міської залізниці. Парові трамваї почали з'являтися в містах у 1870-х роках, коли почався перехід міських залізниць з кінної тяги на механічну. Перший паровик вийшов на вулиці Нового Орлеана в 1873 році. Потяги на такого штибу шляхах стали водити танк-паровози «трамвайного» типу, з вертикально розташованим котлом, зовні — закриті, як вагони. Згодом — з конденсацією пари.
21 вересня 1891 на Олександрівському узвозі (нині — Володимирському) почалося будівництво, яке було практично завершене до лютого 1892 року.У межах України парові трамваї були в таких містах: Одеса (1881), Коломия (1884), Київ (1892), Білгород-Дністровський (1907).

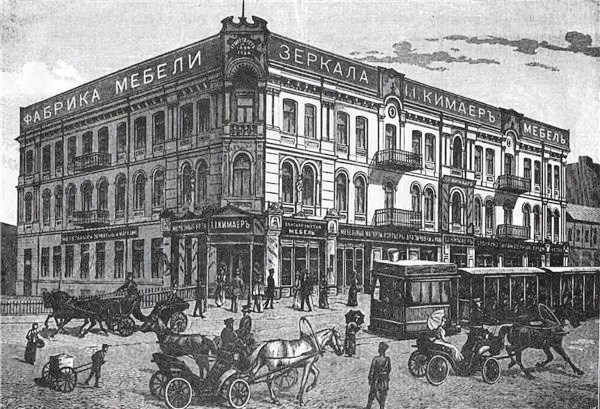
Паровий трамвай на вул. Великій Васильківській
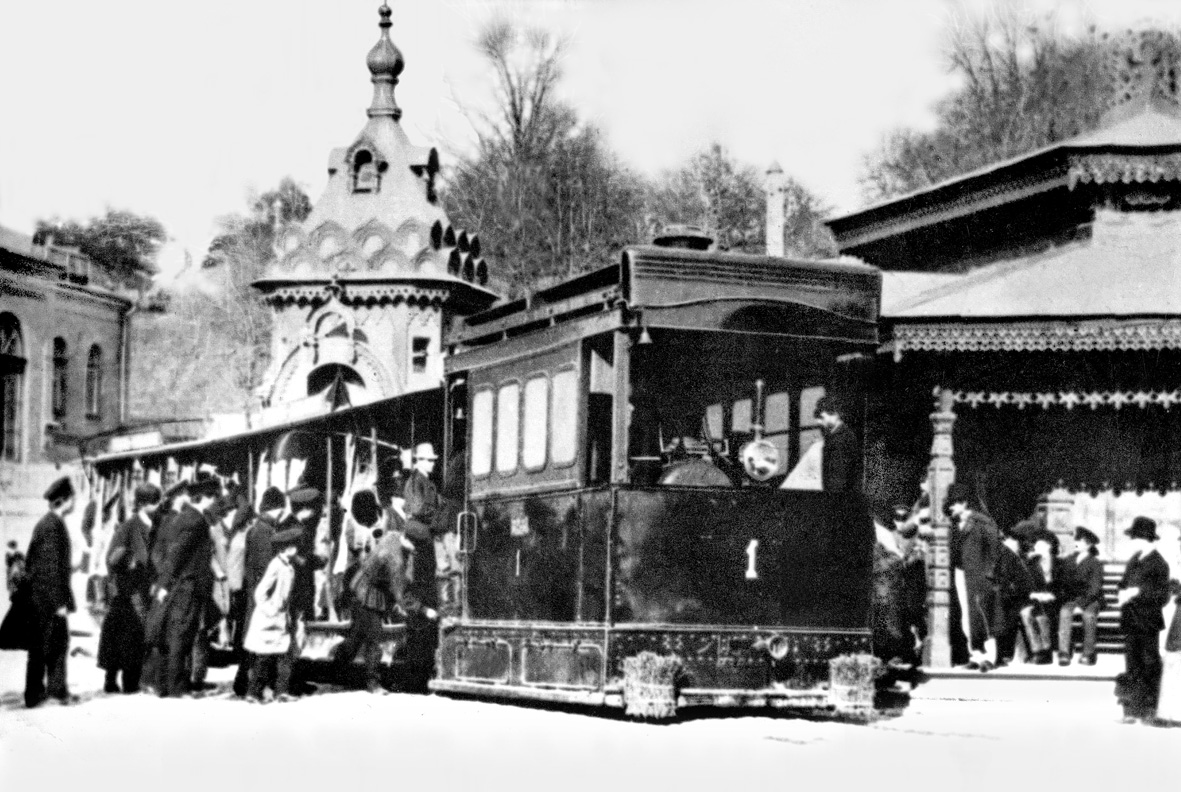
Київський паровий трамвай
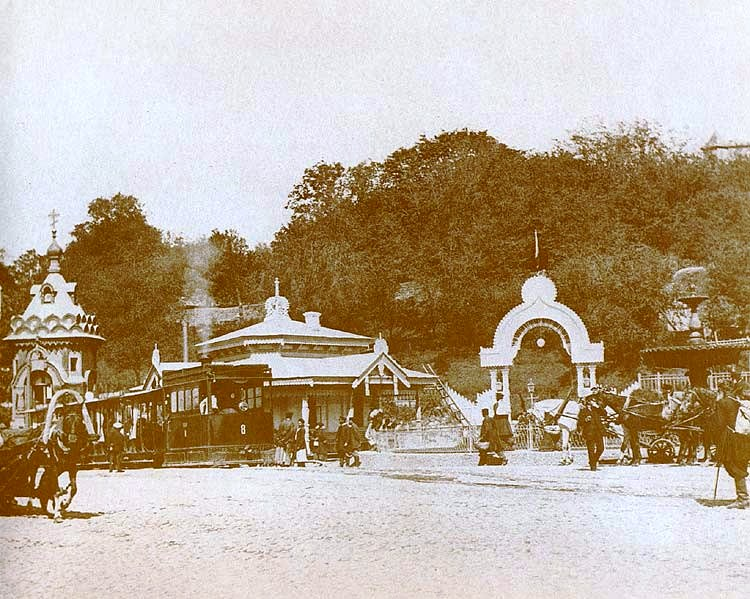
Паровий трамвай на Царській (Європейській) площі
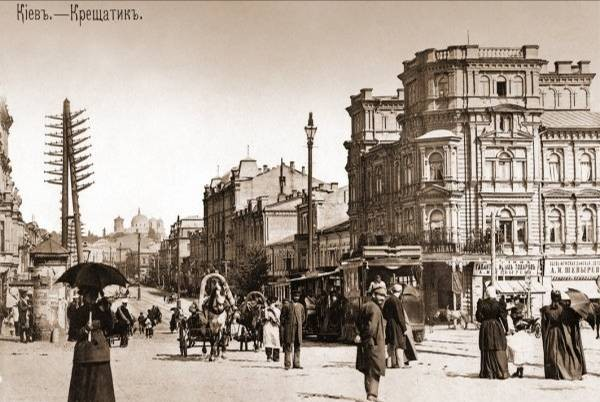
Паровий трамвай на Бессарабській площі

У Москві і Санкт-Петербурзі власники конок активно чинили опір переведенню ліній на паровики, через що на початку XX століття багато маршрутів конки проіснувало до моменту, коли їх переобладнали вже на електричний трамвай.
З появою електричних трамваїв парові поступово були виведені з експлуатації. У Києві вони деякий час курсували лісовою лінією до дачного селища Пуща-Водиця.